# Joachim Linck
Joachim Linck (* 1. September 1940 in Eberswalde; † 16. Februar 2013 in Jena) war ein deutscher Jurist und Publizist, der sich zuletzt für die bundesweit tätige Organisation Mehr Demokratie als Vorstandsmitglied des Thüringer Landesverbandes engagierte. Zuvor war er von 1992 bis 2005 Direktor beim Thüringer Landtag, den er nach dessen Wiedereinrichtung ab 1990 mit aufgebaut hatte.

## Leben
Joachim Linck besuchte die Schulen in Celle und Bad Wildungen. Anschließend von 1960 bis 1965 studierte er Rechtswissenschaften an den Universitäten von Berlin, Bonn und Marburg. In Berlin wurde er 1961 Mitglied des Corps Guestphalia Berlin. Nachdem er 1865 die erste Staatsprüfung bestanden hatte, widmete er sich kurzzeitig in Marburg einem Studium der Volkswirtschaftslehre. Er war ab 1966 wissenschaftlicher Assistent am Institut für Staatsrecht in Marburg sowie von 1967 bis 1969 an der FU Berlin. 1970 wurde er an der Universität Köln mit der Dissertation Zulässigkeit und Grenzen der Einflußnahme des Bundestages auf die Regierungsentscheidungen: Zum Verhältnis von Bundestag und Bundesregierung zum Doktor der Rechte promoviert.
Linck war von 1971 bis 1973 Assistent bei der CDU-Fraktion des Abgeordnetenhauses von Berlin tätig, bevor er Referatsleiter in der Abteilung „Gesetzgebung und Verwaltung“ der Staatskanzlei Rheinland-Pfalz wurde. Von 1975 bis 1976 arbeitete er auch in der Enquete-Kommission Verfassungsreform des Deutschen Bundestages mit. Er wechselte später in die Verwaltung des Landtags von Rheinland-Pfalz und stieg dort zum stellvertretenden Leiter der Abteilung Wissenschaftlicher Dienst und Parlamentsdienste auf. Linck galt als Fachmann im Parlamentsrecht und in der Parlamentspraxis.
Linck ließ sich nach der Wende nach Thüringen abordnen. 1990 erstellte Linck die Entwürfe für die Vorläufige Landessatzung und die Vorläufige Geschäftsordnung des Landtags. Er prägte die Strukturen des neuen Thüringer Landtags und dessen Verwaltung maßgeblich mit und wurde 1992 dessen erster Direktor bis zu seiner Pensionierung 2005. 1994 legte er mit Siegfried Jutzi und Jörg Hopfe den ersten Kommentar zur Verfassung des Freistaats Thüringen vor. Ebenso war er führend an der zweiten Kommentierung der Verfassung von 2013 beteiligt, die kurz nach seinem Tod erschien.
Linck war Honorarprofessor für Verfassungsrecht am Institut für Politikwissenschaft der Universität Jena. Auch nahm er Gastprofessuren in der Volksrepublik China, in Russland und in der Ukraine wahr, um „auch dort bei der jungen Generation das Verständnis für Demokratie und Rechtsstaat zu stärken“ Ab 1970 veröffentlichte er zahlreiche Aufsätze zum Parlaments-, Wahl- und Verfassungsrecht, politische Essays, Verfassungskommentare und Beiträge zu Gesetzgebungsverfahren. Er war außerdem ab 1990 Mitherausgeber der Reihe Beiträge zum Parlamentsrecht bei Duncker & Humblot sowie Mitglied des wissenschaftlichen Beirates der Zeitschrift Sport und Medizin.
Linck starb überraschend an einem Herzinfarkt. Sein Nachlass wird im Hauptstaatsarchiv Weimar aufbewahrt.

## Veröffentlichungen
- mit Manfred Baldus, Joachim Lindner, Holger Poppenhäger, Matthias Ruffert (Hrsg.): Die Verfassung des Freistaats Thüringen. Handkommentar, Nomos, Baden-Baden 2013, ISBN 978-3-8329-7245-5.
- Wie ein Landtag laufen lernte – Erinnerungen eines westdeutschen Aufbauhelfers in Thüringen. Köln, Weimar, Wien 2010, ISBN 978-3-412-20468-6.
- Die Verfassung des Freistaats Thüringen – Kommentar. Von Joachim Linck, Siegfried Jutzi und Jörg Hopfe. Stuttgart / München / Hannover / Berlin / Weimar / Dresden 1994, ISBN 3-415-01907-1.
- Zulässigkeit und Grenzen der Einflußnahme des Bundestages auf die Regierungsentscheidungen. Zum Verhältnis von Bundestag und Bundesregierung. Dissertation, Köln 1970.